# Fabrizio Turriozzi
Fabrizio Turriozzi (ur. 16 listopada 1755 w Toskanii, zm. 9 listopada 1826 w Rzymie) – włoski kardynał.

## Życiorys
Urodził się 16 listopada 1755 roku w Toskanii, jako syn hrabiego. Studiował na La Sapienzy, a następnie został referendarzem Trybunału Obojga Sygnatur. 10 marca 1823 roku został kreowany kardynałem prezbiterem i otrzymał kościół tytularny Santa Maria in Ara Coeli. Zmarł 9 listopada 1826 roku w Rzymie.